# Dorcadion czegodaevi
Dorcadion czegodaevi är en skalbaggsart som beskrevs av Aleksandr Sergeievich Danilevsky 1992. Dorcadion czegodaevi ingår i släktet Dorcadion och familjen långhorningar. Inga underarter finns listade i Catalogue of Life.